# The Three Caballeros (1944.)
The Three Caballeros američki je dramski film iz 1944. redatelja Normana Fergusona, Clydea Geronima, Jacka Kinneyja, Billa Robertsa i Harolda Younga. Riječ je o američkom animiranom filmu u produkciji Walt Disney Productionsa. Film je premijerno prikazan u Ciudad de México 21. prosinca 1944., a objavljen je u Sjedinjenim Državama 3. veljače 1945.. To je sedmi Disneyjev Klasik i pripovijeda avanturu kroz Latinsku Ameriku, kombinirajući živu akciju i animaciju (igrano-animirani žanr). Ovo je drugi od Disneyjevih kolektivnih filmova četrdesetih.
U filmu se pojavljuje nekoliko latinoameričkih zvijezda tog razdoblja, uključujući brazilsku pjevačicu Auroru Mirandu i meksičke umjetnice Dora Luz i Carmen Molin.
Kao i prethodni Saludos Amigos, film je nastao kao dio politike dobrosusjedskih poslova s Latinskom Amerikom koju je naručio Državno tajništvo Sjedinjenih Američkih Država. Međutim, film čini propagandnu poruku manje očitom, usredotočujući se na maštu animatora. U dugometražnom filmu ponovno glumi Paško Patak, kojemu se tijekom filma pridružuje njegov stari prijatelj José Carioca, papagaj koji puši cigare iz Saludos Amigosa i koji predstavlja Brazil, a kasnije i novi prijatelj kao revolveraš Panchito Pistoles, koji predstavlja Meksiko.
Film je 1946. dobio dvije nominacije za Oscara: Oscar za najbolju originalnu glazbu i Oscar za najbolje miksanje zvuka (C. O. Slyfield).
U Sjedinjenim Američkim Državama film je bio montiran i ponovno objavljen 15. travnja 1977. u obliku kratkog filma koji je pratio reizdanje filma Never a Dull Moment.

## Radnja
Film se sastoji od različitih segmenata, povezanih zajedničkom temom. U filmu je Paškov rođendan, a on dobiva tri poklona od prijatelja iz Latinske Amerike. Prvi dar je filmski projektor, koji mu prikazuje dokumentarac o pticama. Tijekom dokumentarca uči o Aracuanu (Disneyjev lik), koji se nekoliko puta pojavljuje tijekom filma.
Sljedeći dar je knjiga koju je Pašku dao sam José Carioca. Ova knjiga govori o Bahiji, koja je jedna od 26 država Brazila. José smanjuje sebe i Paška, tako da mogu ući u knjigu. Paško i José naiđu na neke stanovnike, koji plešu sambu, a paško se na kraju zaljubi u djevojku. Nakon puta, Paško i José napuštaju knjigu.
Po povratku, Paško shvaća da je premalen da otvori svoj treći dar, a José mu pokazuje kako koristiti magiju da bi se vratio na pravu veličinu. Nakon otvaranja trećeg poklona, Donald upoznaje Panchita Pistolesa, antropomorfnog pijetla iz Meksika. Trojica su dobila ime po "Tres Caballerosa", i nakratko slave. Panchito zatim daruje Pašku svoj dar, pinjatu. Panchito govori Pašku o tradiciji pinjate. José i Panchito zatim pokrivaju oči Pašku i tjeraju ga da pokuša razbiti pinjatu, što na kraju otkriva mnoga iznenađenja.
Proslava završava tako što je Paška ustrijelila hrpa vatrometa u obliku bika (vatromet pali José svojom cigarom). Konačno Paško slijeće i pozdravlja publiku zajedno s Joséom i Panchitom dok vatromet, eksplodirajući, oblikuje natpis "End" (kraj) na jezicima izvornih zemalja protagonista: Brazila, Meksika i Sjedinjenih Američkih Država.
Tijekom filma, Aracuan se pojavljuje u slučajnim trenucima. Obično maltretira sve, ponekad krade Joséovu cigaru. Njegova najpoznatija šala je kada preusmjerava vlak crtajući nove tračnice. Vratio se tri godine kasnije u Disneyjevom filmu Melody Time.
Film se sastoji od sedam segmenata.

## Glasovna postava
- Clarence Nash kao Paško Patak
- José do Patrocínio Oliveira kao José Carioca
- Joaquin Garay kao Panchito Pistoles
- Pinto Colvig kao Aracuan
- Aurora Miranda – Yaya
- Dora Luz
- Carmen Molina
- Sterling Holloway kao Pripovjedač
- Frank Graham kao Pripovjedač
- Fred Shields kao Pripovjedač
- Francisco "Frank" Mayorga kao Mexican Guitarist
- Nestor Amaral
- Trío Calaveras
- Trío Ascencio del Río
- Padua Hills Player
- Carlos Ramírez kao Mexico

## Vanjske poveznice
- The Three Caballeros u internetskoj bazi filmova IMDb-a